# Mohammed Qassim Jabbar
Mohammed Qassim Jabbar (ar. محمد قاسم جبار; ur. w 1957) – iracki zapaśnik walczący w stylu wolnym. Olimpijczyk z Moskwy 1980, gdzie zajął dwunaste miejsce w wadze minimuszej.
Wojskowy wicemistrz świata w 1979 roku.

## Letnie Igrzyska Olimpijskie 1980
| Konkurencja      | Rundy eliminacyjne     | Rundy eliminacyjne   | Klas. końcowa |
| Konkurencja      | Przeciwnik I           | Przeciwnik II        | Miejsce       |
| ---------------- | ---------------------- | -------------------- | ------------- |
| 48 kg styl wolny | Mohammad Aktar (AFG) P | Jang Se-hong (PRK) P | 12.           |